# Districte de Darbhanga
El districte de Darbhanga és una divisió administrativa de Bihar amb capital a Darbhanga a la divisió de Darbhanga.
Hi ha quatre conques principals: el Baghmati, el Petit Baghmati, el Kamla i el Tiljuga.
La superfície és de 2279 km² i la població és de 3.285.493 (2001).
Administrativament està format per tres subdivisions (Darbhanga Sadar, Benipur and Biraul), dividides en 18 blocks de desenvolupament: Darbhanga, Jale, Singhwara, Keoti, Manigachhi, Tardih, Alinagar, Benipur, Bahadurpur, Hanuman Nagar, Hayaghat, Baheri, Biraul, Ghanshyampur, Kiratpur, Gaura Bauram, Kusheswarasthan i Kusheswarasthan East. Hi ha també 329 Panchayats, 1269 pobles i 23 comissaries de policia.

## Història
Antigament formà part del regne de Mithila, passant després als pala i als sena. Fou conquerit per Muhammad-i-Bakhtyar Khilji el 1203 però des de la meitat del segle xiv va estar governat per una dinastia local de reis bramans fins que fou conquerit pels mogols el 1556. La família més important del districte foren els rajes de Dharaur (després arruïnats durant el domini britànic) i els rajes de Darbhanga (vegeu Darbhanga Raj). El districte formava part de la suba de Bihar, sarkar de Tirhut, quan va passar a la Companyia Britànica de les Índies Orientals el 1765; el 1782 Tirhut amb Hajipur fou convertit en col·lectorat (districte) i fou dividit en dos districtes el 1875, el districte de Muzaffarpur i el de Darbhanga.
El districte tenia una superfície de 8671 km² i la següent població: 2.136.898 (1872), 2.630.496 (1881), 2.801.955 (1891), 2.912.611 (1901). Estava format per tres subdivisions; Darbhanga, Madhubani i Samastipur. Les ciutats principals eren Darbhanga (capital), Madhubani, Rusera i Samastipur. La subdivisió de Darbhanga mesurava 3.170 km² i la població (1901) era d'1.065.595 habitants; la capital era igualment Darbhanga (població el 1901 66.244) i la segona ciutat era Rusera (10.245), i a més hi havia 1.306 pobles.